# Coelioxys pruna
Coelioxys pruna är en biart som beskrevs av Holmberg 1916. Coelioxys pruna ingår i släktet kägelbin, och familjen buksamlarbin. Inga underarter finns listade i Catalogue of Life.